# Filippo II de Toucy
Filippo de Toucy (circa 1280 – dopo il 1300) è stato un nobile italiano, fu Signore di Laterza, conte titolare di Tripoli e Principe titolare di Antiochia.

## Biografia
Sua madre era Lucia di Tripoli, Contessa di Tripoli e Principessa titolare di Antiochia, figlia di Boemondo VI d'Antiochia e Sibilla d'Armenia. Suo padre era Narjot de Toucy, Signore di Laterza, Capitano generale del Regno d'Albania, Ammiraglio del Regno di Sicilia, figlio di Filippo de Toucy, reggente dell'Impero latino di Costantinopoli e di Porzia de Roye.
Tripoli fu conquistata dai Mamelucchi nel 1289 e i suoi genitori si trasferirono nel Regno di Napoli. Suo padre Narjot de Toucy morì nel 1293 e sua madre non si risposò, così Filippo ereditò il feudo di suo padre. A Filippo fu promessa sposa nel 1299 Eleonora d'Angiò, figlia di Carlo II d'Angiò, re di Napoli. Lucia morì nello stesso anno e suo figlio ereditò i titoli di conte di Tripoli e Principe di Antiochia. Il matrimonio con Eleonora non si svolse poiché Papa Bonifacio VIII, data la giovane età, sciolse la sposa dalla promessa. La data precisa della sua morte è sconosciuta, ma non molto lontana dal 1300.
I diritti, oramai solo nominali, sul contado di Tripoli e sul principato di Antiochia, passarono a Margherita di Lusignano, figlia di Enrico d'Antiochia a sua volta figlio di Boemondo IV d'Antiochia.

## Ascendenza
|                         |                        |                         | Genitori                    |  |  | Nonni |  |  | Bisnonni            |  |  | Trisnonni          |  |
|                         |                        |                         |                             |  |  |       |  |  | Narjot III de Toucy |  |  | Narjot II di Toucy |  |
|                         |                        |                         |                             |  |  |       |  |  | Narjot III de Toucy |  |  | Narjot II di Toucy |  |
|                         |                        | Agnes di Dampierre      |                             |  |  |       |  |  | Narjot III de Toucy |  |  |                    |  |
| Filippo de Toucy        |                        |                         |                             |  |  |       |  |  | Narjot III de Toucy |  |  |                    |  |
|                         |                        | Branaina                | Teodoro Brana               |  |  |       |  |  |                     |  |  |                    |  |
|                         |                        | Branaina                | Teodoro Brana               |  |  |       |  |  |                     |  |  |                    |  |
|                         |                        | Branaina                | Agnese di Francia           |  |  |       |  |  |                     |  |  |                    |  |
| Narjot IV de Toucy      |                        | Branaina                |                             |  |  |       |  |  |                     |  |  |                    |  |
|                         |                        | Ottone de Roye          | …                           |  |  |       |  |  |                     |  |  |                    |  |
|                         |                        | Ottone de Roye          | …                           |  |  |       |  |  |                     |  |  |                    |  |
|                         |                        | Ottone de Roye          | …                           |  |  |       |  |  |                     |  |  |                    |  |
| Porzia de Roye          |                        | Ottone de Roye          |                             |  |  |       |  |  |                     |  |  |                    |  |
|                         |                        |                         | …                           |  |  |       |  |  |                     |  |  |                    |  |
|                         |                        |                         |                             |  |  |       |  |  |                     |  |  |                    |  |
|                         |                        | …                       |                             |  |  |       |  |  |                     |  |  |                    |  |
| Filippo II de Toucy     |                        |                         |                             |  |  |       |  |  |                     |  |  |                    |  |
|                         | Boemondo V d'Antiochia | Boemondo IV d'Antiochia |                             |  |  |       |  |  |                     |  |  |                    |  |
|                         | Boemondo V d'Antiochia | Boemondo IV d'Antiochia |                             |  |  |       |  |  |                     |  |  |                    |  |
|                         | Boemondo V d'Antiochia | Plaisance di Gibelletto |                             |  |  |       |  |  |                     |  |  |                    |  |
| Boemondo VI d'Antiochia | Boemondo V d'Antiochia |                         |                             |  |  |       |  |  |                     |  |  |                    |  |
|                         |                        | Luciana di Segni        | Paolo dei Conti di Segni    |  |  |       |  |  |                     |  |  |                    |  |
|                         |                        | Luciana di Segni        | Paolo dei Conti di Segni    |  |  |       |  |  |                     |  |  |                    |  |
|                         |                        | Luciana di Segni        | Filippa Galardo             |  |  |       |  |  |                     |  |  |                    |  |
| Lucia di Tripoli        |                        | Luciana di Segni        |                             |  |  |       |  |  |                     |  |  |                    |  |
|                         |                        | Aitone I d'Armenia      | Costantino di Barbaron      |  |  |       |  |  |                     |  |  |                    |  |
|                         |                        | Aitone I d'Armenia      | Costantino di Barbaron      |  |  |       |  |  |                     |  |  |                    |  |
|                         |                        | Aitone I d'Armenia      | Alice Pahlavouni di Lampron |  |  |       |  |  |                     |  |  |                    |  |
| Sibilla d'Armenia       |                        | Aitone I d'Armenia      |                             |  |  |       |  |  |                     |  |  |                    |  |
|                         |                        | Isabella d'Armenia      | Leone II d'Armenia          |  |  |       |  |  |                     |  |  |                    |  |
|                         |                        | Isabella d'Armenia      | Leone II d'Armenia          |  |  |       |  |  |                     |  |  |                    |  |
|                         |                        | Isabella d'Armenia      | Sibilla di Lusignano        |  |  |       |  |  |                     |  |  |                    |  |
|                         |                        | Isabella d'Armenia      |                             |  |  |       |  |  |                     |  |  |                    |  |